# Biancolina lowryi
Biancolina lowryi is een vlokreeftensoort uit de familie van de Ampithoidae. De wetenschappelijke naam van de soort is voor het eerst geldig gepubliceerd in 1996 door Ortiz & Lalana.